# Списък на политическите партии в Източен Тимор
Източен Тимор има многопартийна система с две водещи партии.

## Парламентарно представени партии
| Партия                                                       | Места в парламента (2012) | Идеология        |
| ------------------------------------------------------------ | ------------------------- | ---------------- |
| Национален конгрес за реконструкция на Тимор                 | 30                        |                  |
| Революционен фронт за независим Източен Тимор                | 25                        | Ляв национализъм |
| Демократическа партия                                        | 8                         |                  |
| Фронт за национална реконструкция на Източен Тимор „Промяна“ | 2                         |                  |